# 1983년 앵커리지 국제공항 지상충돌 사고

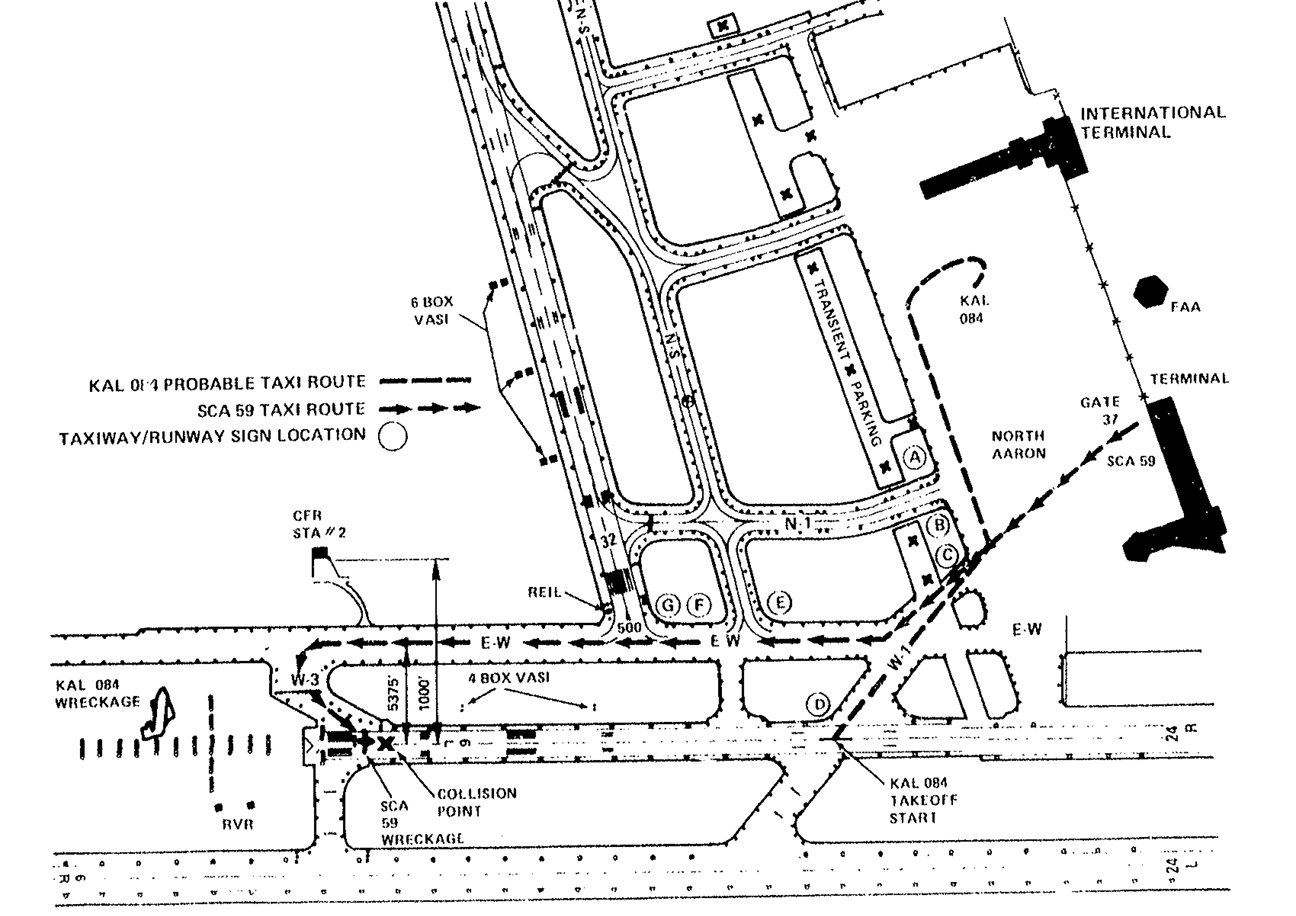
Korean Air 084 and Southcentral Air 59 taxi route

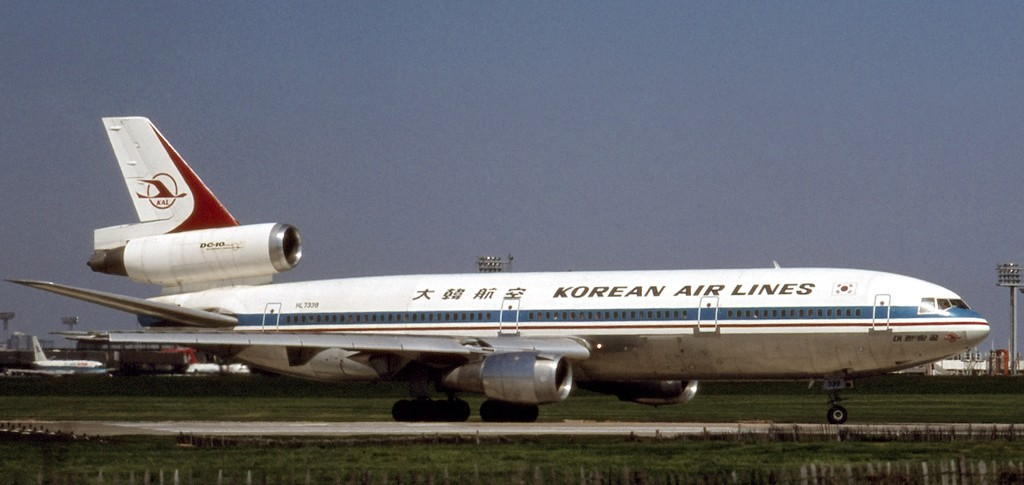
대한항공의 DC-10

앵커리지 국제공항 지상충돌 사고는 1983년 앵커리지 국제공항에서 대한항공 084편이 낮은 가시거리(1,200m)로 인해 지정된 32번 활주로가 아닌 25R 활주로로 진입하여 이륙했다가 맞은 편에 대기하고 있던 PA-31기체 사우스센트럴 59편 경비행기와 충돌한 항공사고을 말한다.

## 사건 개요
| 앵커리지 국제공항 지상충돌 사고 | 앵커리지 국제공항 지상충돌 사고 |
| ------------------------------- | ------------------------------- |
| 발생일                          | 1983년 12월 23일                |
| 유형                            | 조종사 과실, 활주로상 충돌      |
| 발생 위치                       | 앵커리지 국제공항               |
| 기종                            | DC-10-30, PA-31-350             |
| 운영사                          | 대한항공, 사우스센트럴 항공     |
| 기체 등록번호                   | HL7339, N35206                  |
| 탑승인원                        | KAL084 : 승무원 3명             |
| 탑승인원                        | SCA59 : 승무원 1명, 승객 8명    |
| 부상자                          | 3명                             |
| 생존자                          | 전원 생존                       |

1983년 12월 23일 LA에서 출발한 대한항공 084편 (HL7339)이 중간 기착지인 앵커리지에서 이륙할 때, 조종사가 문제에 들여닥쳐 잘못된 활주로에서 이륙하여 반대편에 사우스센트럴 항공의 경비행기와 충돌하고 활주로에 나가면서 정지했으나, 기체가 심하게 손상을 입어 결국 스크랩됐다. 이 사고의 인명 피해는 없었으나, 기장과 부기장은 징계를 받은 후 해직됐다.

## 같이 보기
- 싱가포르 항공 006편 추락 사고
- 도쿄 국제공항 지상 충돌 사고